# Poil de carotte (1925)
Poil de carotte is een Franse dramafilm uit 1925 onder regie van Julien Duvivier. Destijds werd de film uitgebracht onder de titel Peenhaar.

## Verhaal
François Lepic is een ongelukkige jongen, die door zijn moeder „Peenhaar” wordt genoemd. Hij heeft het gevoel dat zijn gezin niet van hem houdt. Wanneer François zelfmoord overweegt, neemt zijn vader hem bij de hand. Op die manier ontstaat er toch nog een band.

## Rolverdeling
| Acteur                   | Personage      |
| ------------------------ | -------------- |
| Henry Krauss             | Mijnheer Lepic |
| Charlotte Barbier-Krauss | Mevrouw Lepic  |
| André Heuzé              | François Lepic |
| Fabien Haziza            | Félix          |
| Renée Jean               | Ernestine      |
| Lydia Zaréna             | Annette        |
| Suzanne Talba            | Maria          |